# SummerSlam (2021)
L’édition 2021 de SummerSlam est un évènement de catch (lutte professionnelle) produite par la World Wrestling Entertainment (WWE), une fédération de catch américaine, qui est télédiffusée, visible en paiement à la séance, sur le WWE Network. L’événement a eu lieu le 21 août 2021 au Allegiant Stadium à Paradise (Nevada) aux États-Unis. Il s'agit de la 34e édition de SummerSlam, pay-per-view annuel qui fait partie, avec le Royal Rumble, WrestleMania et les Survivor Series, du « Big Four ».
Cette édition va voir pour la seconde fois, depuis le début de la pandémie du Covid-19, le retour des fans dans une arène utilisée par la WWE. La première fois étant durant WrestleMania 37 le 10 et 11 avril 2021 qui vit plus de 50.000 spectateurs se réunir sur les deux jours de l'évènement. Ce sera également l'une des premières fois aux États-Unis que l'utilisation d'une salle à 100% de sa capacité sera faite dans un contexte sportif.

## Contexte
Les spectacles de la World Wrestling Entertainment (WWE) sont constitués de matchs aux résultats prédéterminés par les scénaristes de la WWE. Ces rencontres sont justifiées par des storylines – une rivalité avec un catcheur, la plupart du temps – ou par des qualifications survenues dans les shows de la WWE telles que Raw, SmackDown, 205 Live et NXT. Tous les catcheurs possèdent un gimmick, c'est-à-dire qu'ils incarnent un personnage gentil (face) ou méchant (heel), qui évolue au fil des rencontres. Un événement comme SummerSlam est donc un événement tournant pour les différentes storylines en cours,.

### Roman Reigns (c) contre John Cena
Après la conservation sans échec de Roman Reigns du championnat universel à Money in the Bank, ce dernier a déclaré que tout le monde pouvait désormais le reconnaître (Acknowldge Me). John Cena a ensuite fait un retour surprise à la WWE, marquant sa première apparition dans la société depuis WrestleMania 36 en avril 2020, où il a eu un bref regard avec Reigns avant d'effectuer sa provocation "You Can't See Me" à Reigns. Au lieu d'attendre jusqu'à SmackDown , Cena est apparu à Raw la nuit suivante pour s'expliquer, déclarant qu'il voulait remettre Reigns à sa place. Il a ensuite officiellement défié Reigns pour le championnat universel à SummerSlam. À SmackDown , Cena semblait affronter Reigns, cependant, Reigns a rejeté le défi et a plutôt accepté un défi de Finn Bálor , qui lui-même était revenu à SmackDown la semaine précédente. Lors de la signature du contrat la semaine suivante, Reigns a signé le contrat en premier, cependant, alors que Bálor tentait de le signer, il a été attaqué par le Baron Corbin , qui a plutôt tenté de le signer. Cena est ensuite sorti, a attaqué Corbin et a signé le contrat lui-même, réservant ainsi à Reigns la défense du championnat universel contre Cena à SummerSlam. Après s'être lancé dans un promo animée à SmackDown la nuit précédant SummerSlam, Reigns a déclaré qu'il quitterait la WWE s'il ne pouvait pas vaincre Cena.

### Nikki Ash (c) contre Charlotte Flair contre Rhea Ripley
À Money in the Bank, Nikki Ash a remporté le match Money in the Bank féminin, remportant un contrat pour un match de championnat féminin de son choix à tout moment, tandis que plus tard dans la nuit, Charlotte Flair a battu Rhea Ripley pour remporter le championnat féminin de Raw. La nuit suivante à Raw , Flair a défendu le titre contre Ripley dans un match revanche ; cependant, Flair a été disqualifié après avoir frappé Ripley avec la ceinture de titre, Ripley a donc remporté le match mais pas le championnat. Ripley et Flair se sont ensuite bagarrés et Ripley a exécuté le Riptide sur Flair au bord du ring. Nikki s'est ensuite enfuie et a encaissé son contrat Money in the Bank sur Flair pour remporter le Raw Women's Championship. La semaine suivante, Flair et Ripley ont revendiqué leurs prétentions pour défier Nikki pour le titre à SummerSlam. Les responsables de la WWE, Adam Pearce et Sonya Deville, ont résolu le problème en programmant Nikki pour défendre le championnat contre Flair et Ripley dans un triple threat match lors du ppv.

### Bobby Lashley (c) contre Goldberg
Dans l'épisode de Raw du 19 juillet , après la défense réussie de Bobby Lashley pour le championnat de la WWE , Lashley et son manager MVP ont été confrontés au WWE Hall of Famer, Goldberg, apparaissant pour la première fois depuis le Royal Rumble en janvier. Goldberg a proclamé qu'il serait le prochain challenger de Lashley pour le titre. La semaine suivante, cependant, Lashley a rejeté le défi de Goldberg. Dans l'épisode du 2 août, Goldberg est apparu et a affronté le champion face à face, déclarant qu'il battrait Lashley pour le titre. Le match a ensuite été confirmé pour SummerSlam.

### Edge contre Seth Rollins
Après qu' Edge a obtenu un match pour le championnat universel à Money in the Bank, Seth Rollins a contesté cette décision, estimant qu'il méritait cette opportunité. Lors de l'événement, Rollins a coûté le championnat à Edge et après le match, les deux se sont battus dans la foule. Dans l'épisode suivant de SmackDown , Edge a appelé Rollins et a déclaré que leurs problèmes remontaient à décembre 2014, lorsque Rollins avait tenté de blesser le cou chirurgicalement réparé d'Edge et de mettre définitivement un terme à sa carrière. Rollins est ensuite sorti et a affirmé qu'il méprisait les lutteurs plus âgés comme Edge et John Cena pour être revenus et avoir saisi les opportunités des lutteurs actuels qui les avaient méritées. Une bagarre s’ensuit alors. La semaine suivante, Rollins a attaqué Edge lors de son entrée et a déclaré que s'il ne pouvait pas être Champion Universel, Edge ne le pourrait pas non plus. [34] Dans l'épisode du 6 août, Edge a défié Rollins à un match à SummerSlam, ce que Rollins a accepté.

## Tableau des matchs
| Ordre par numéros | Résultat                                                                                 | Stipulation(s)                                                                           | Temps |
| --- | ---------------------------------------------------------------------------------------- | ---------------------------------------------------------------------------------------- | ----- |
| 1P | Big E bat Baron Corbin                                                                   | Match simple                                                                             | 6:35  |
| 2 | RK-Bro (Randy Orton et Riddle) battent AJ Styles et Omos (c)                             | Tag Team match pour les WWE Raw Tag Team Championship                                    | 7:05  |
| 3 | Alexa Bliss bat Eva Marie (avec Doudrop)                                                 | Match simple                                                                             | 3:50  |
| 4 | Damian Priest bat Sheamus (c)                                                            | Match simple pour le WWE United States Championship                                      | 13:50 |
| 5 | The Usos (Jimmy et Jey Uso) (c) battent Los Mysterios (Rey Mysterio et Dominik Mysterio) | Tag Team match pour les WWE SmackDown Tag Team Championship                              | 10:50 |
| 6 | Becky Lynch bat Bianca Belair (c)                                                        | Match simple pour le WWE SmackDown Women's Championship                                  | 0:26  |
| 7 | Drew McIntyre bat Jinder Mahal                                                           | Match simple Veer et Shanky sont bannis du ring.                                         | 4:40  |
| 8 | Charlotte Flair bat Nikki A.S.H. (c) et Rhea Ripley par soumission                       | Triple Threat match pour le WWE Raw Women's Championship                                 | 13:05 |
| 9 | Edge bat Seth Rollins par soumission                                                     | Match simple                                                                             | 22:15 |
| 10 | Bobby Lashley (c) (avec MVP) bat Goldberg par abandon                                    | Match simple pour le WWE Championship                                                    | 7:10  |
| 11 | Roman Reigns (c) (avec Paul Heyman) bat John Cena                                        | Match simple pour le WWE Universal Championship (si Roman Reigns perd, il quitte la WWE) | 23:00 |
| La lettre C placée entre parenthèses désigne la personne ou l’équipe championne en titre. P – indique que le match a eu lieu lors du pré-show |                                                                                          |                                                                                          |       |